# Invictokoala
Invictokoala es un género extinto de koala de mediados del Pleistoceno del centro-occidente de Queensland, Australia. El holotipo fue hallado durante excavaciones en una caverna en el Monte Etna. Fue nombrado originalmente por Gilbert J. Price y Scott A. Hocknull en el año de 2011 y su especie tipo es Invictokoala monticola. Se trata de un género de koala del que no hay parientes cercanos hasta Madakoala, del Oligoceno.